# 1992年至1993年英格蘭足總盃
1992/93球季英格蘭足總盃（英語：FA Cup），是第112屆英格蘭足總盃，今屆賽事的冠軍是阿仙奴，他們在決賽以2:1 (重賽)擊敗錫周三，奪得冠軍。
阿仙奴在在決賽經過重賽才擊敗對手，是足總盃史上最後一次以重賽分勝負的決賽。

## 外部連結
1. 英格蘭足總盃官網Archive-It的存檔，存档日期2012-04-24
2. 英格蘭足總盃 歷屆冠軍（页面存档备份，存于）